# Algemene verkiezingen in Malawi (2019)

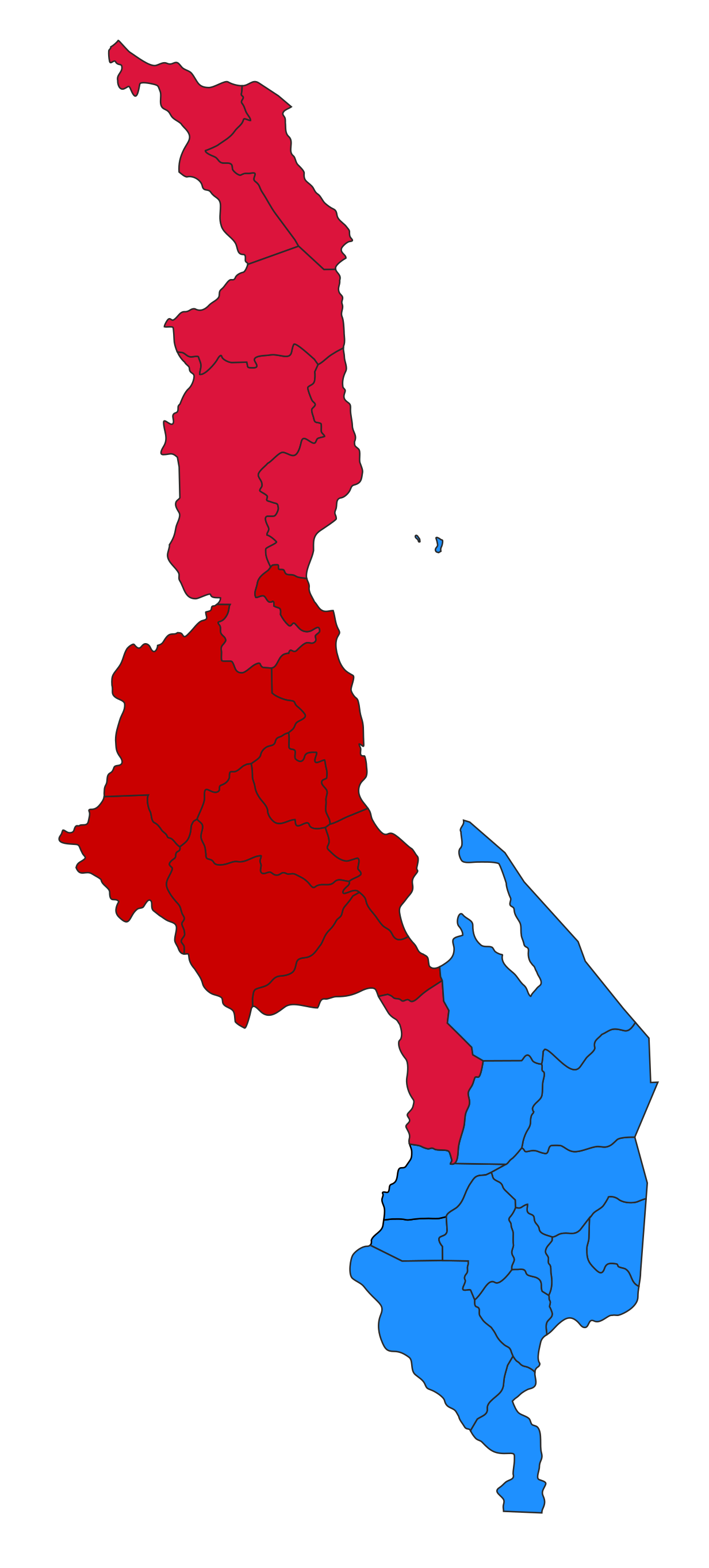
De kiesdistricten gewonnen door Peter Mutharika zijn blauw gekleurd; de districten gewonnen door Lazarus Chakwera zijn rood gekleurd en de kiesdistricten gewonnen door Saulos Chilima zijn paars-rood gekleurd (= noorden).

De algemene verkiezingen in Malawi vonden op 21 mei plaats en behelsden de verkiezing van een president, een nieuwe Nationale Vergadering en regionale raden.
Protesten van de oppositie over het verloop van de verkiezingen leidde ertoe dat de bekendmaking van de uitslag met een dag werd uitgesteld. De officiële uitslag van de presidentsverkiezingen was dat zittend president Peter Mutharika de winnaar was met 38,57% en dat oppositiekandidaat Lazarus Chakwera de verkiezingen met 35,41% nipt had verloren. In het parlement werd de Democratic Progressive Party (DPP), de partij van president Mutharika de grootste met 62 zetels. De Malawi Congress Party van Chakwera eindigde als tweede met 55 zetels.
De oppositie vocht de uitslag van de presidentsverkiezingen succesvol aan en op 3 februari 2020 werd de uitslag door het constitutioneel hof ongeldig verklaard Een presidentiële herverkiezing vond plaats op 23 juni 2020.

## Uitslag

### Presidentsverkiezingen
| Kandidaat                         | Kandidaat                         | Partij                             | Stemmen   | %      |
| --------------------------------- | --------------------------------- | ---------------------------------- | --------- | ------ |
|                                   | Peter Mutharika                   | Democratic Progressive Party       | 1.940.709 | 38,57  |
|                                   | Lazarus Chakwera                  | Malawi Congress Party              | 1.781.740 | 35,41  |
|                                   | Saulos Chilima                    | United Transformation Movement     | 1.018.369 | 20,24  |
|                                   | Atupele Muluzi                    | United Democratic Front            | 235.164   | 4,67   |
|                                   | Peter Kuwani                      | Mbakuwaku Movement for Development | 20.369    | 0,40   |
|                                   | John Eugenes Chisi                | Umodzi Party                       | 19.187    | 0,38   |
|                                   | Hadwick Kaliya                    | Onafhankelijk                      | 15.726    | 0,31   |
| Ongeldige stemmen/ blanco stemmen | Ongeldige stemmen/ blanco stemmen | Ongeldige stemmen/ blanco stemmen  | 57.323    | 1,29   |
| Totaal                            | Totaal                            | Totaal                             | 5.031.264 | 100,00 |
| Geregistreerde kiezers/ opkomst   | Geregistreerde kiezers/ opkomst   | Geregistreerde kiezers/ opkomst    | 6.859.570 | 74,44  |
| Bron: Malawi Electoral Commission |                                   |                                    |           |        |

### Nationale Vergadering
| Partij                            | Partij                         | Zetels | %     |
| --------------------------------- | ------------------------------ | ------ | ----- |
|                                   | Democratic Progressive Party   | 62     | 26,04 |
|                                   | Malawi Congress Party          | 55     | 22,32 |
|                                   | United Democratic Party        | 10     | 4,58  |
|                                   | United Transformation Movement | 4      | 9,90  |
|                                   | People's Party                 | 5      | 2,44  |
|                                   | Alliance for Democracy         | 1      | 0,49  |
| Overige partijen                  | Overige partijen               | 0      | 0,81  |
| Partijloos                        | Partijloos                     | 55     | 33,43 |
| Totaal                            | Totaal                         | 193    | 100   |
| Geregistreerde kiezers/ Opkomst   |                                |        |       |
| Bron: Malawi Electoral Commission |                                |        |       |

## Afbeeldingen

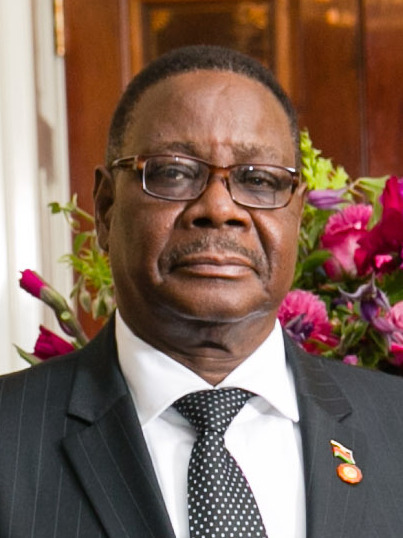
Zittend president Peter Mutharika won de presidentsverkiezingen met 38,57%
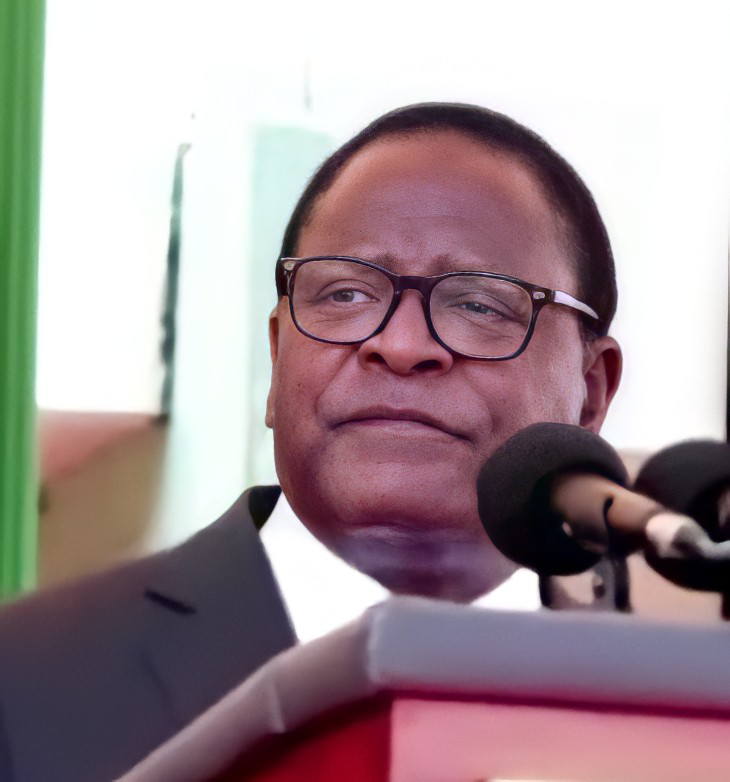
Lazarus Chakwera verloor met 35,41%